# Койвукоски (гидроэлектростанция)
ГЭС Койвукоски — малая гидроэлектростанция в Финляндии. Расположена в регионе Кайнуу около города Каяани на реке Каяани.

## Описание
В 1943 году на реке Каяяни компанией Каяани Пуутавара Осакейхтио была построена гидроэлектростанция с двумя первыми водяными турбинами. Турбины представляют собой поворотно-лопастную конструкцию.
Электростанция была построена для производства электроэнергии для лесопильного завода, целлюлозного завода (закрыт в 1982 году) и бумажного комбината(закрыт в 2008 году). Электростанция была передана компании Kainuun Voima в 1995 году от Объединенной бумажной фабрики. В настоящее время электростанция вырабатывает электроэнергию для клиентов Kainuu Voima.

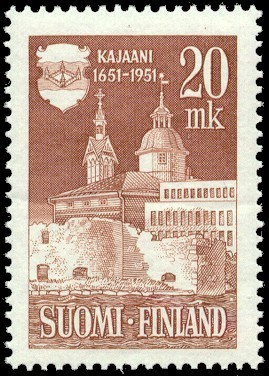
Марка 1951 г.

7 июля 1951 года в Финляндии была выпущена специальная почтовая марка номиналом 20 финских марок, посвященная 300-летию города Каяани. На них были изображены замок Каяани (1619-1717), построенный Исаком Расмууспойей на острове Амманкоски в 1604-1619 годах, электростанция Койвукоски, церковь Каяани Якоба Аренберга (1896) и башни ратуши Каяани, спроектированные Энгелем.
Электростанция отремонтирована с июня 2008 года по ноябрь 2010 года. Был отремонтирован один из двух турбинных аппаратов, который вышел из строя в 2006 году из-за разлива турбинного масла.